# Task Force Phoenix
La  Task Force Phoenix, ou plus correctement désignée comme combined Joint Task Force-Phoenix (GFIM Phoenix), était une formation militaire internationale. Elle a été créée et organisée par le Commandement Central américain (CENTCOM), en 2003-2004, afin de former et d'encadrer les nouvelles Forces armées afghanes. Elle était chargée d'aider ces forces à établir et maintenir la loi et l'ordre dans toute l'Afghanistan, notamment à l'aide des équipes d'instructeurs intégrés (en) (EII).

## Histoire
Immédiatement après l'effondrement du régime des Talibans, les soldats de la 10e Division de Montagne ont commencé à aider à la structuration du noyau des forces armées afghanes. C'est alors que la TF Phoenix a été créée.

### Mission
La première mission donnée à la TF fut formulée de la sorte : « la Task force Phoenix, force la coalition, met en œuvre un programme d'entrainement, de conseil et d'assistance afin de permettre à l'Armée nationale afghane de mettre sur pied un corps opérationnel pour juin 2014. »

### Unités
Les premières unités impliquées dans la TF Phoenix provenaient de la 10e division de montagne (États-Unis) de Fort Drum, à New York. Une fois que la 10e Division de Montagne eut été relevée, la mission fut assumée par la Garde nationale des États-Unis et d'autres unités de la coalition.
Phoenix II a permis de mettre sur pied le premier corps d'armée afghan (le Corps central, devenu depuis, le 201e Corps d'armée (Afghanistan) (en)) à Kaboul, en Afghanistan. Phoenix II a été armée par la 45e Brigade d'Infanterie de la Garde nationale. Le bataillon socle de la Task Force Phoenix II servit de soutien logistique au commandement de l'Armée nationale afghane, offrant un appui à l'armée afin de mener des opérations de combat dans tout le pays. Au cours de cette rotation, la brigade a accru la taille de l'Armée nationale afghane, la faisant passer à plus de 14 000 hommes.Elle permit aussi de constituer un autre corps d'armée, en avance sur la planification. En août 2004, la brigade a été remplacée dans cette mission par la 76e brigade d'infanterie (en).
Phoenix III a eu la lourde tâche de diviser ce corps d'armée en cinq corps distincts et de les placer dans tout le pays, aux endroits stratégiques de cinq secteurs géographiques.
Phoenix IV (53e brigade d'infanterie (en)) a œuvré à la montée en puissance de ces unités. Le groupe d'assistance et de formation de la TF Phoenix IV (209e Régiment d'infanterie de la Garde nationale du Nebraska et 211e Régiment d'infanterie de la Garde nationale de Floride) stationnés au Camp Alamo (à l'intérieur du Centre de Formation Militaire de Kaboul), furent chargés de développer les programmes de formations initiales et avancées.
La TF Phoenix V (41e Brigade d'Infanterie de la Garde nationale de l'Oregon) a poursuivi le développement de la mission en intégrant la formation de la Police nationale afghane (PNA). La TF Phoenix V était composée principalement de soldats de la Garde Nationale, dont les membres représentaient 49 des 50 états. En outre, ils intégraient des éléments des forces régulières et de réserve de la Navy, de l'Air Force ainsi que du corps des marines. Plus tard, la responsabilité de la TF Phoenix fut attribuée à la 27e Brigade de Combat, puis à la Garde nationale de l'État de New-York qui en prit le commandement le 19 avril 2008 après le 218e BCT, de la Garde nationale de Caroline du Sud. Ils furent remplacés, le 19 décembre 2008 par la 33e Brigade de Combat de Garde nationale de l'Illinois. En 2009, la 48e brigade d'infanterie (États-Unis) de la Garde nationale de Géorgie  prit le commandement de la TF Phoenix IX.
La mission de la Task Force Phoenix consistait à de la formation, du conseil et de l'assistance des forces armées afghanes. En plus de l'Armée nationale afghane et de la Police nationale afghane, les forces de sécurité intègrent la Force aérienne afghane, l'unité de contrôle des frontières (Afghan national border patron  ou ANBP) ainsi que la police du maintien de l'ordre civil (Afghan National Civil Order Police (en), ou ANCOP). La Task Force Phoenix se composait de cinq commandements régionaux qui correspondaient aux cinq régions des corps d'armée afghans. Initialement, ces sous-commandements étaient nommés Corps de commandement et de conseil régionaux (Regional Corps Advisory Commands ou RCAC) et Unités de commandement et de conseils régionaux de police (Regional Police Advisory Commands ou RPAC) : RCAC/RPAC-S, RCAC/RPAC-W, RCAC/RPAC-E, RCAC/RPAC-C, and RCAC/RPAC-N. En 2007, ces sous-commandements ont été placées sous la direction du nouveau Commandement interallié de transition - Afghanistan (Afghanistan Regional Security Intégration Commands ARSIC). Le CIT-A disposant de plus de personnels administratifs et logistiques offrait davantage de facilité opérationnelle pour les RCAC et RPAC. En plus des cinq régions existantes, une sixième fut ajoutée pour la région de la capitale Kaboul (ARSIC-Capital ou ARSIC-C). L'ARSIC passa sous le double commandement du CIT-A, basé à Camp Egger à Kaboul et de la TF Phoenix. Avec l'arrivée de troupes non américaines (canadiennes, britanniques, hollandaises, australiennes, françaises) l'ARSIC devint une unité de la coalition. Les RCAC et RPAC cependant, conservèrent leur intégrité nationale et continuèrent à être armées par la Garde nationale des États-Unis. Elle ne faisait pas partie de la FIAS.

### Dissolution
La TF Phoenix a finalement été dissoute. Avec la mise en place de la Mission OTAN de Formation en Afghanistan (MFO-A) et le Commandement de la Transition conjointe de la Sécurité en Afghanistan (CIT-A) la nécessité de cette tas force n'était plus avérée. Les missions de la force changèrent, passant de missions de formation à des missions d'assistance aux nombreuses bases de la coalition dans la région de Kaboul. Son nom fut changé pour devenir Cluster de commandement de al base de Kaboul (Kabul Base Cluster Installation Command ou KBC).

## Résumé
| GFIM              | Période   | Armé par |
| ----------------- | --------- | --- |
| GFIM Phoenix      | 2003      | 10e Division de Montagne |
| GFIM Phoenix II   | 2003-2004 | 45e Brigade d'Infanterie de la Garde nationale de l'Oklahoma                                                                                                 |
| GFIM Phoenix III  | 2004-2005 | 76e Brigade d'Infanterie de la Garde nationale de l'Indiana                                                                                                  |
| GFIM Phoenix IV   | 2005-2006 | 53e Brigade d'Infanterie de la Garde nationale de Floride - 209e Régiment de la Garde nationale du Nebraska - 211e Régiment de la Garde nationale de Floride |
| GFIM Phoenix V    | 2006-2007 | 41e Brigade d'Infanterie de la Garde nationale de l'Oregon - 1er Bataillon, 180e Régiment d'Infanterie de la Garde nationale de l'Oklahoma                   |
| GFIM Phoenix VI   | 2007-2008 | 218e Brigade de la Garde nationale de Caroline du Sud |
| GFIM Phoenix VII  | 2008      | 27e Brigade d'Infanterie de la Garde nationale de l'État de New York                                                                                         |
| GFIM VIII Phoenix | 2008-2009 | 33e Brigade d'Infanterie de la Garde nationale de l'Illinois                                                                                                 |
| GFIM Phoenix IX   | 2009-2010 | 48e Brigade d'Infanterie de la Garde nationale de Géorgie (États-Unis)                                                                                       |